# Aphrosylus madeirensis
Aphrosylus madeirensis är en tvåvingeart som beskrevs av Frey 1949. Aphrosylus madeirensis ingår i släktet Aphrosylus och familjen styltflugor.
Artens utbredningsområde är Madeira. Inga underarter finns listade i Catalogue of Life.